# Саймон Томас
Саймон Томас (англ. Simon Thomas, нар. 12 квітня 1990, Вікторія) — канадський футболіст, воротар норвезького клубу «Тромсе» та національної збірної Канади.

## Клубна кар'єра
Народився 12 квітня 1990 року в місті Вікторія.
У дорослому футболі дебютував 2008 року виступами за команду «Ванкувер Вайткепс», у якій провів два сезони, взявши участь в одному матчі чемпіонату. 
Згодом з 2011 по 2018 рік грав у складі команд «Гаддерсфілд Таун», «Ванкувер Вайткепс», «Едмонтон», «Едмонтон», «Ньюпорт Каунті», «Стреммен», «Буде-Глімт» та «Конгсвінгер».
Своєю грою за останню команду привернув увагу представників тренерського штабу клубу КФУМ (Осло), до складу якого приєднався 2019 року.
Протягом 2020 року захищав кольори клубу «Сарпсборг 08».
До складу клубу «Тромсе» приєднався 2021 року. Станом на 18 квітня 2025 року відіграв за команду з Тромсе 5 матчів у національному чемпіонаті.

## Виступи за збірну
У 2013 році дебютував в офіційних матчах у складі національної збірної Канади.
У складі збірної був учасником розіграшу Золотого кубка КОНКАКАФ 2013 року у США.
| Дата       | Місто                | Господарі      | Результат | Гості       | Турнір           | Голи | Примітки |
| ---------- | -------------------- | -------------- | --------- | ----------- | ---------------- | ---- | -------- |
| 26-1-2013  | Тусон (Аризона)      | Канада         | 0 – 4     | Данія       | товариський матч | -1   | 46'      |
| 29-1-2013  | Х'юстон              | США            | 0 – 0     | Канада      | товариський матч | -    |          |
| 3-6-2016   | Рорбах-ан-дер-Лафніц | Канада         | 1 – 1     | Азербайджан | товариський матч | -1   |          |
| 6-10-2016  | Марракеш             | Канада         | 4 – 0     | Мавританія  | товариський матч | -    |          |
| 11-10-2016 | Марракеш             | Марокко        | 4 – 0     | Канада      | товариський матч | -2   | 72'      |
| 11-11-2016 | Чхонан               | Південна Корея | 2 – 0     | Канада      | товариський матч | -2   | 46'      |
| 22-3-2017  | Единбург             | Шотландія      | 1 – 1     | Канада      | товариський матч | -1   | 46'      |
| 8-10-2017  | Х'юстон              | Сальвадор      | 1 – 0     | Канада      | товариський матч | -1   |          |
| Усього     |                      | Матчів         | 8         |             | Голів            | -8   |          |